# Bhaguiratha

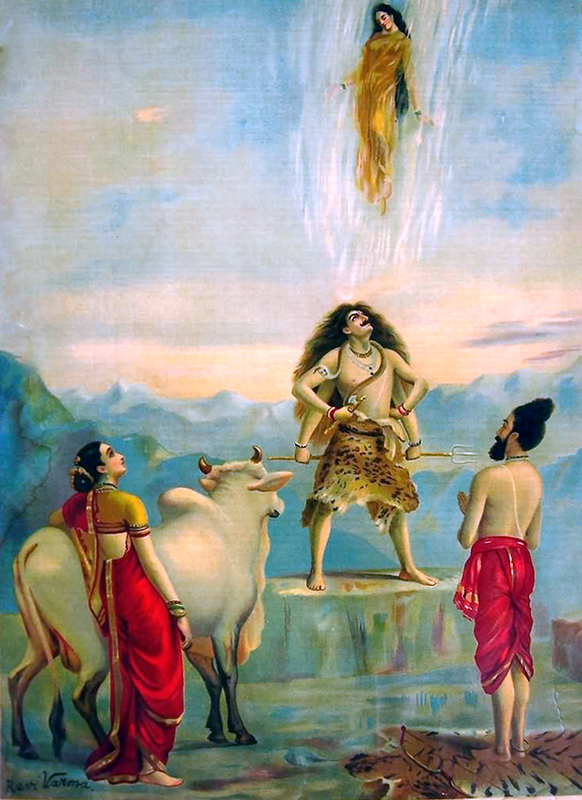
El descenso de Ganga, obra del pintor indio Ravi Varma (1848-1906). El dios Shivá se prepara para aguantar la caída de la diosa Ganga. Se ve a la diosa Párvati apoyada en la diosa vaca Surabhí y el sabio Bhagíratha con las manos unidas en actitud devocional.

Bhagīratha fue un antiguo rey de la India, hijo de Dilipa y tataranieto de Sagara, rey de Aiodhiá, del clan solar.
Fue el responsable de traer el sagrado río Ganges desde los Cielos hasta la Tierra.
Su nombre probablemente proviene de bhagin-ratha (‘que tiene una gloriosa carreta’).
Tuvo que convencer al rey Yahnú (que se la tragó para evitar las inundaciones que generó el inmenso río al caer del cielo) para que la liberara.
Luego la condujo (conduciendo su velocísimo carro) a través de la India y más allá del «borde» del océano hasta caer al Infierno, donde ella purificó las cenizas de sus ancestros, los 60 000 hijos del rey Sagara (según el Majábharata, el Ramaiana y varios Puranas).